# I Want to Tell You
Pistes de Revolver
Doctor Robert Got to Get You into My Life
I Want to Tell You est une chanson des Beatles, écrite et chantée par George Harrison. C'est un des trois titres du guitariste des Fab Four, avec Taxman et Love You To, figurant sur leur septième album, Revolver, publié le 5 août 1966.  

## Genèse de la chanson
« I Want to Tell You parle du déluge de pensées qu'il est tellement difficile de coucher sur papier, d'exprimer oralement ou de transmettre », explique George Harrison. Il veut exposer dans cette chanson la frustration de ne pouvoir exprimer correctement ce que l'on a au fond de soi. Et il note, dans le pont : But if I seem to act unkind, it's only me, it's not my mind that is confusing things (« Si mes actes sont désagréables, ça n'est que moi, ça n'est pas ma raison qui complique tout »). Des années plus tard, dans son autobiographie I Me Mine (1980), il expliquera qu'il aurait aimé changer ces paroles pour dire « La raison est cette chose qui passe son temps à nous dire « fais ceci, fais cela ». Ce dont nous avons besoin, c'est de perdre la raison ».

## Enregistrement
C'est la seule fois (si l'on excepte le double album blanc) que George Harrison place trois titres sur un disque des Beatles, et précisément, le 2 juin 1966, lorsque la chanson est enregistrée dans le studio 2 d'Abbey Road, elle n'a pas de titre. Lors de l'enregistrement de la première prise, George Martin lui demande comment la chanson va s'appeler, question à laquelle Harrison répond qu'il n'en sait rien (« I don't know »). John Lennon, évoquant le même problème survenu avant l'enregistrement de Love You To réagit : « Granny Smith Part Friggin'  numéro deux ! Tu n'as jamais de titre pour tes chansons ! ».
Granny Smith ayant été le titre de travail de Love You To, l'ingénieur du son Geoff Emerick suggère une autre variété de pommes, Laxton's Superb, qui vaudra donc pour cette session du 2 juin 1966. Cinq prises sont mises en boîte ce jour-là, la piste de base comprenant piano (Paul), guitare (George), batterie (Ringo). Harrison choisit la 3e pour les overdubs : le chant, les chœurs de John Lennon et Paul McCartney, du tambourin (John), des maracas (Ringo), une piste supplémentaire de piano : la chanson est pratiquement finie, très rapidement enregistrée. L'ensemble devient la prise N°4.
« On aurait pu avoir l'impression que l'on donnait à George un temps limité pour enregistrer ses chansons, tandis que les deux autres pouvaient y passer autant de temps qu'ils voulaient. On se sentait un peu plus sous pression en réalisant une chanson de George », raconte Geoff Emerick. 
Le lendemain, 3 juin, la chanson change encore de titre. Elle devient I Don't Know en référence au dialogue de la veille. Pour la première fois, la basse de Paul est enregistrée en dernier, à part, sur une piste libre de la prise N°4. Cette pratique se généralisera en 1967. Quatre mixes sont effectués dans la foulée, et le 6 juin, pour le mix final, la chanson est enfin devenue I Want To Tell You.

## Structure musicale
Comme pour If I Needed Someone, une autre de ses chansons sur l'album Rubber Soul, George Harrison chante le début du couplet, puis est rejoint par les chœurs de Paul McCartney et John Lennon. Tout le titre, dans la tonalité de la majeur, est soutenu par une partie de piano (dissonante) prédominante. Il commence de façon inhabituelle par un fade in (fondu d'ouverture) de guitare et se termine par un fondu de fermeture, avec un chœur qui répète « I've got time » (« J'ai le temps »).

### Interprètes
- John Lennon – tambourin, chœurs, claquements de mains
- Paul McCartney – basse, chœurs, piano, claquements de mains
- George Harrison – chant, chœurs, guitare rythmique, claquements de mains
- Ringo Starr – batterie, maracas

### Équipe technique
- George Martin - production
- Geoff Emerick - ingénieur du son
- Phil McDonald - ingénieur du son assistant

## Reprises
Parmi les artistes ayant repris cette chanson, citons :
- Jerry Garcia et Grateful Dead lors de différentes tournées en 1976, 1986 et 1994 ;
- Ted Nugent, sur l'album State of Shock (1979) ;
- Jeff Lynne lors du Concert for George le 29 novembre 2002 au Royal Albert Hall à Londres.

George Harrison a également interprété cette chanson en solo. Elle figure sur son album Live in Japan (1992).